# Resolução 287 do Conselho de Segurança das Nações Unidas
A Resolução 287 do Conselho de Segurança das Nações Unidas aprovada por unanimidade em 10 de outubro de 1970, depois de examinar a candidatura de Fiji à adesão às Nações Unidas, o Conselho recomendou à Assembleia Geral que Fiji fosse admitida.